# Evžen Tyttl
Evžen Jan Jindřich Tyttl (též Eugenius, Eugen; 21. listopadu nebo 18. října 1666, Dobříš:11 – 20. března 1738, Plasy) byl od roku 1699 do své smrti opat cisterciáckého kláštera v Plasích, který za svého působení přestavěl.

## Život
Narodil se na podzim 1666 v Dobříši do rodiny hospodářského úředníka.:11 Pokřtěn byl v kostele svaté Alžběty ve Svatém Poli jako Jan Jindřich.:11 Podle B. J. Dlabače otec považoval chlapce za schopného a nadaného a proto jej poslal studovat na pražské školy.:11 Po studiích na koleji sv. Bernarda byl 24. října 1684 v Praze vysvěcen na kněze.
Na základě výsledků studií jej opat plaského kláštera Ondřej Trojer vzal do svého řádu.:11 Do klášterního noviciátu kláštera vstoupil 24. prosince 1684.:11 Během dvou let se pod vedením klášterního historika Josefa Jahna připravil a 16. dubna 1686 složil požadované sliby.:11 Řeholní jméno přijal po středověkém papeži bl. Evženu III., který byl prvním papežem z cisterciáckého řádu.:11 Svoji první mši svatou sloužil 28. října 1691. v lužickém ženském cisterciáckém klášteru Marienthal.:11
Po dokončení studia filozofie, teologie a obojího práva se vrátil do Plas a roku 1691 stal prvním učitelem klášterních noviců.:11 Později se stal podpřevorem a 24. srpna 1694 převorem.:11 O pět let později, po smrti opata Trojera, byl 49 hlasy zvolen plaským opatem.
Roku 1710 byl jmenován asistentem generálního vizitátora a vikáře a od 14. září 1723 tento úřad i přejal.

## Opat stavitel
V okamžiku zvolení Evžena Tyttla opatem byla situace plaského kláštera podle řeholníka Mauritia Vogta tristní: po letech konfliktů třicetileté války byly stavby v samotném klášteře i na panství značně pobořené.:12 Obnovu klášterních statků zahájili již předchozí opati podle aktuálně dostupných zdrojů, na Tyttla však čekalo dokončení staveb zahájených opatem Trojerem a mnohé nové.:12

## Plasy a okolí
Tyttl se zasloužil o přestavbu plaského kláštera, v jehož úpravách navázal na práci opata Trojera. Sám se zajímal o architekturu a k práci přizval slavného architekta Jana Blažeje Santini-Aichela, kterému nejdříve zadal projekt kaple v Mladoticích. Následně od něj nechal vybudovat poutní kostel Panny Marie u nedalekého Trojerem postaveného proboštství Mariánská Týnice. V Plasích pak postavil nový barokní konvent zbudovaný na unikátním podvodním dřevěném roštu.

## Sousoší sv. Luitgardy

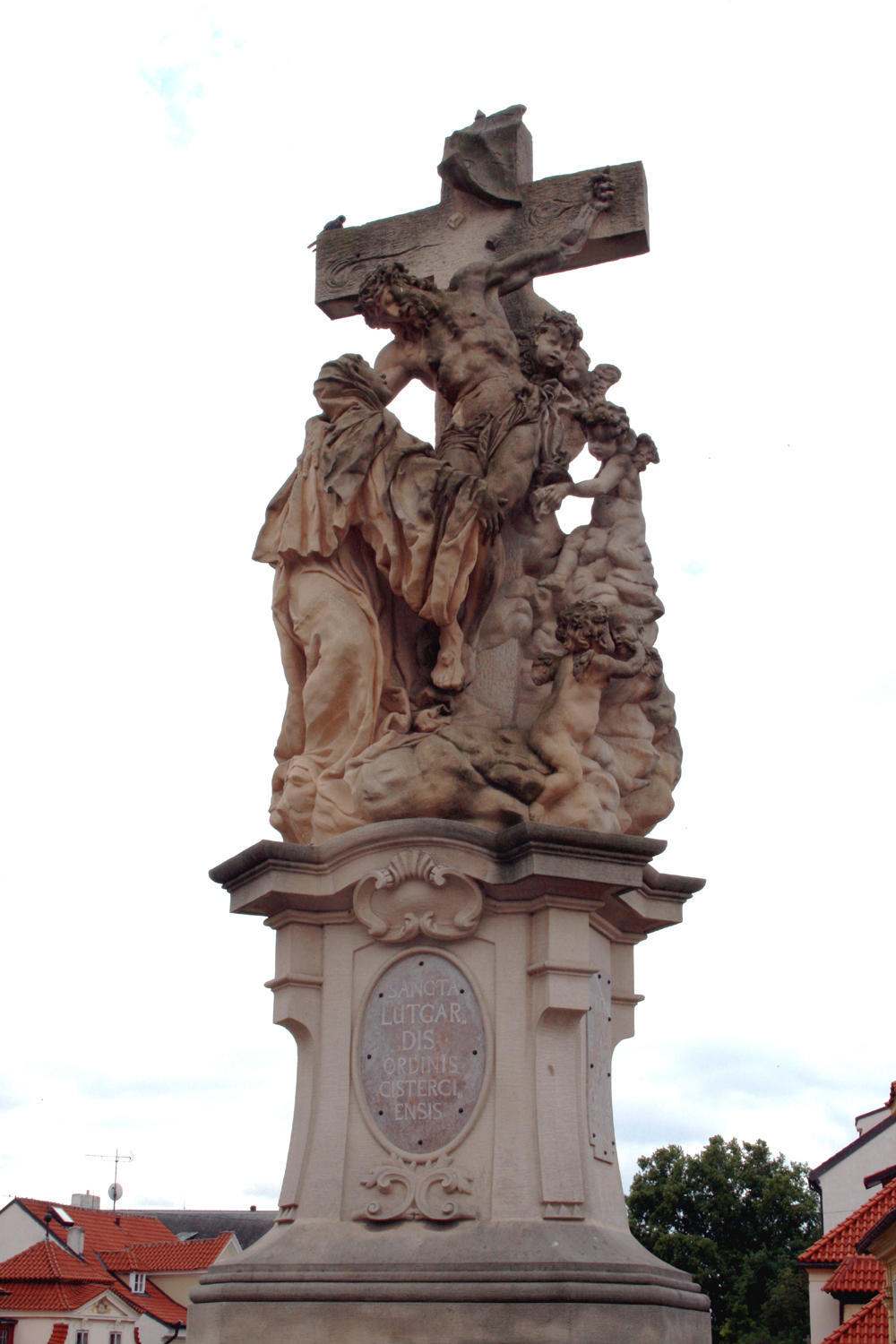
M. B. Braun: Sen svaté Luitgardy na Karlově mostě; originál sochy je dnes uložený v Lapidáriu Národního muzea

Na náklad 1200 zlatých nechal opat v roce 1710 zhotovit sousoší Sen sv. Luitgardy u sochaře a řezbáře Matyáše Bernarda Brauna pro umístění na Karlově mostě v Praze. Sousoší je 12. po levé straně a patří mezi nejvýznamnější sochařská díla mostu i mezi nejcennějším díla českého baroka.